# Eine fatale Entscheidung
Eine fatale Entscheidung ist ein französischer Kriminalfilm von Xavier Beauvois aus dem Jahr 2005.

## Handlung
Antoine Derouère hat gerade die Polizeischule abgeschlossen und entscheidet sich für eine Arbeit in der Pariser Mordkommission. Damit stößt er seine Ehefrau vor den Kopf, die in Le Havre arbeitet. Er selbst ist hochmotiviert. Als er bei der Kriminalpolizei zu arbeiten beginnt, hat dort auch Hauptkommissarin Caroline „Caro“ Vaudieu wieder ihren Dienst aufgenommen. Sie ist seit zwei Jahren trockene Alkoholikerin und hatte seit ihrem Entzug in anderen Positionen gearbeitet. Sie besucht regelmäßig Sitzungen der Anonymen Alkoholiker. Caro findet Gefallen an Antoine, der sie an ihren Sohn erinnert. Er wäre jetzt genauso alt wie Antoine, starb jedoch bereits im Kindesalter. Caro belastet sein Tod bis heute. Häufig legt Caro nun gemeinsame Ermittlungen mit Antoine fest. Beide unterhalten sich auch privat und rauchen später sogar einen Joint zusammen.
Aus der Seine wird ein Toter geborgen, der die Nacht zuvor noch in der Ausnüchterungszelle der Polizei verbracht hatte. Es handelt sich um den polnischen Obdachlosen Walesa, der laut Gerichtsmedizin vor seinem Tod heftig zusammengeschlagen wurde. Walesas Freund Kaminsky berichtet, dass Walesa vor seinem Tod mit zwei Russen zusammen gewesen sei. Er kenne nur den Namen „Piotr“ des einen. Einige Tage später wird ein Engländer mit schweren Stichverletzungen aus der Seine gerettet. Erneut waren zwei Russen im Spiel, und die Aussage von Zeugen und des verletzten Mannes ergeben, dass es sich um dieselben Täter handeln muss. Über Umwege bekommen die Ermittler heraus, dass Piotr mit Walesa bei der Weinernte war. Auf dem Weingut erhalten Caro und Antoine ein Foto, das Piotr zeigt. Zudem notieren sie sich weitere Russen, die zu dieser Zeit bei der Weinernte geholfen haben. Sie wissen, dass eine dieser Personen der gesuchte Mittäter sein muss. Zurück in Paris, erfahren sie, dass Piotr nicht mehr unter der ihnen bekannten Anschrift wohnt. Sie suchen nun in getrennten Teams die weiteren Russen auf. Caro nimmt mit Solo und weiteren Männern Anton Doudalev fest, der ihnen berichtet, dass der gesuchte zweite Mann Pavel Dimitrov heißt.
Antoine und Louis Mallet sind unterdessen als zweites Team dabei, verschiedene Wohnheime nach den Namen der Weinerntehelfer abzusuchen. Sie haben bereits erfolglos 15 Wohnheime abgefahren, und Louis hat keine Lust mehr. Antoine drängt jedoch darauf, noch ein weiteres Wohnheim aufzusuchen, das auf ihrer Strecke liegt. Louis lässt ihn die Prüfung vornehmen und setzt sich derweil in ein Café in der Nähe. Antoine findet heraus, dass der auf seiner Übersicht gelistete Pavel Dimitrov im Wohnheim gemeldet ist. Als er Louis aus dem Café holen will, steht am Tresen nur ein halbvolles Bier. Louis ist jedoch nicht zu sehen. Antoine entscheidet sich, auf eigene Faust zu handeln – eine fatale Entscheidung. Er begibt sich zu Pavel und will seine Papiere sehen. Dabei wagt er sich zu weit vor, und Pavel sticht mehrfach auf ihn ein, bevor er die Flucht ergreift. Erst nach einigen Minuten erscheint Louis, um nach Antoine zu suchen. Er findet den schwerverletzten jungen Polizisten in einer Blutlache vor und alarmiert den Rettungsdienst. Louis’ Unprofessionalität kostet ihn den Arbeitsplatz. Antoine schwebt derweil in Lebensgefahr, und Caro erleidet einen Rückfall: In einer Bar lässt sie sich zu ihrem Tonic Gin geben und verbringt die Nacht schließlich schwertrunken bei ihrem früheren Freund, Richter Serge Clermont. Der baut sie am nächsten Tag auf und versucht, ihr die Angst vor der Zukunft zu nehmen.
Die Ermittler erhalten mehr Informationen zu Piotr und Pavel und schließlich einen Tipp, wo Piotr sich aufhält. Sie können ihn an einer Metro-Station stellen. An seinen Schuhen befindet sich Blut von Walesa. Sie hören nun Piotrs Mobiltelefon ab und erfahren durch weitere Abhöraktionen von Anschlüssen seiner Vertrauten, dass sich Pavel häufig in der Nähe der orthodoxen Kirche in Paris aufgehalten hat. Sie suchen den dortigen Priester auf, doch kann er ihnen nicht weiterhelfen. Nach dem Verlassen der Kirche erhält Caro einen Anruf: Antoine ist an seinen Verletzungen verstorben. Sie bricht zusammen. Später nimmt sie mit ihren Kollegen an Antoines Beerdigung teil.
Die Ermittler erfahren, dass Pavel sich in Nizza aufhält. Hier können sie ihn in einem Hotel ausfindig machen. Das Sondereinsatzkommando stürmt sein Zimmer. Als Pavel das Feuer auf die Polizisten eröffnet und aus dem Fenster flüchtet, wird er von Caro erschossen. Caro lässt das Erlebte zweifelnd zurück. Sie weiß nicht, ob es richtig war, zur Mordkommission zurückzukehren. Mit sich im Streit, geht sie zum Meer und läuft am Wasser entlang.

## Produktion
Eine fatale Entscheidung wurde unter anderem vor Ort in Paris gedreht. Der Film erlebte am 31. August 2005 im Rahmen der Internationalen Filmfestspiele von Venedig seine Premiere und lief am 16. November 2005 in den französischen Kinos an. Am 6. Juli 2006 kam der Film in die deutschen Kinos und erschien im Februar 2007 erstmals auf DVD.

## Synchronisation
| Rolle                 | Darsteller       | Synchronsprecher      |
| --------------------- | ---------------- | --------------------- |
| Caro                  | Nathalie Baye    | Astrid Bless          |
| Solo                  | Roschdy Zem      | Charles Rettinghaus   |
| Richter Serge Clement | Jacques Perrin   | Lutz Riedel           |
| Louis Mallet          | Antoine Chappey  | Marcus Off            |
| Anton Doudalev        | Oleg Kasian      | Waléra Kanischtscheff |
| Pathologe             | Jean Paul Salome | Peter Flechtner       |
| Mallets Sohn          | Louis Chappey    | Marlon Flechtner      |
| Sohos Sohn            | Chad Zem         | Lennart Flechtner     |

## Kritik
Der film-dienst lobte Eine fatale Entscheidung, der „präzise und unspektakulär den polizeilichen Alltag [zeichnet]“ und dabei auch „in kritischen Untertönen latenten Rassismus, Sexismus und soziale Fehlentwicklungen an[prangert]“. Er überzeuge zudem „durch den nahezu dokumentarischen Blickwinkel der Kamera.“ „Ein herber, packender Polizeifilm über das Hier und Heute, mit Alltagshelden jenseits grobmaschiger Hollywood-Klischees“, befand Cinema. Der Spiegel schrieb, dass Regisseur Beauvois einen „streng komponierten, lakonischen Polizeifilm gedreht [hat] und zugleich eine präzise Milieustudie, die so spannend ist wie die Jagd nach dem Täter.“

## Auszeichnungen
Nathalie Baye gewann 2006 einen César als Beste Hauptdarstellerin. Der Film war zudem in weiteren Kategorien für einen César nominiert: Bester Film, Beste Regie (Xavier Beauvois), Bester Nebendarsteller (Roschdy Zem) und Bestes Originaldrehbuch (Xavier Beauvois, Guillaume Breaud, Jean-Éric Troubat und Cédric Anger).
Im Jahr 2006 war Nathalie Baye für einen Europäischen Filmpreis als Beste Darstellerin nominiert. Sie erhielt im selben Jahr einen Étoile d’Or als Beste Schauspielerin.